# César Ramos
César Arturo Ramos Palazuelos, ou simplesmente César Ramos (Culiacán, 15 de dezembro de 1983) é um árbitro de futebol mexicano que faz parte do quadro da Federação Internacional de Futebol (FIFA) desde 2014.
Ramos fez sua estreia em 28 de outubro de 2006 em uma partida da Liga de Ascenso entre Zacatepec e Santos Laguna. Ramos fez sua estréia na Primera División de México como quarto árbitro em 15 de janeiro de 2011 em uma partida entre San Luis e Puebla, em San Luis Potosí. Mais tarde naquele ano, Ramos fez sua estréia na Primeira Divisão como árbitro principal, em uma partida entre Monterrey e Tijuana, em Monterrey.
Na Copa do Mundo de Clubes da FIFA de 2017 Ramos apitou duas partidas. A primeira foi a vitória do Al-Jazira por 1 a 0 sobre o Urawa Red Diamonds pelas quartas de final da competição e também a grande final, que terminou com o título do Real Madrid.